# Vanessa Brown
Vanessa Brown (* 24. März 1928 in Wien als Smylla Brynd; † 21. Mai 1999 in Woodland Hills, Los Angeles) war eine österreichisch-amerikanische Schauspielerin.

## Leben
Vanessa Brown wurde 1928 in Wien als Kind jüdischer Eltern unter dem Namen Smylla Brynd geboren. 1937 floh sie mit ihrer Familie vor dem Nationalsozialismus nach Paris und einige Jahre später in die Vereinigten Staaten. 1941 sprach sie für eine Rolle in dem Broadway-Stück Watch on the Rhine vor und wurde als Zweitbesetzung für die Schauspielerin Ann Blyth verpflichtet. Sie erhielt anschließend andere Rollen als Erstbesetzung und nutzte ihre Erfahrungen, um selbst Stücke zu schreiben. Aufgrund ihrer überdurchschnittlichen Intelligenz trat sie in der Radioserie Quiz Kids auf, in der kluge Kinder und Jugendliche Fragen gestellt bekamen.
Bald wurde auch Hollywood auf die Jungschauspielerin aufmerksam, wo sie vor allem in inguenen Rollen – etwa als junge Liebhaberin – besetzt wurde. 1944 drehte sie ihren ersten Film Youth Runs Wild, ein B-Movie über rebellische Teenager. Nennenswerte Auftritte hatte sie unter anderem in der Geisterkomödie Ein Gespenst auf Freiersfüßen als Filmtochter von Gene Tierney, in William Wylers Filmdrama Die Erbin als Dienstmädchen von Olivia de Havilland und in Tarzan und das Sklavenmädchen in der Rolle der Jane an der Seite von Lex Barkers Tarzan. Nach ihrer Rolle in Vincente Minnellis Filmdrama Stadt der Illusionen aus dem Jahr 1952 trat Brown für den Rest ihres Lebens in nur noch wenigen Filmen auf. Stattdessen widmete sie sich wieder vermehrt der Theaterarbeit und feierte am Broadway ab November 1952 in George Axelrods Komödie The Seven Year Itch einen großen Erfolg. Sie spielte hierbei die Figur des verführerischen „Girls“, eine Rolle, die in der Verfilmung Das verflixte siebte Jahr von Marilyn Monroe übernommen wurde. Darüber hinaus war Brown von den 1950er- bis Anfang der 1990er-Jahre in amerikanischen Fernsehserien wie Perry Mason, General Hospital und Dallas zu sehen.
Brown wollte sich nicht auf die Schauspielerei oder gar nur auf Hollywood-Rollen beschränken. Sie betätigte sich als Malerin, vor allem von impressionistischen Ölgemälden, und stellte diese unter anderem 1958 in einer Galerie in Beverly Hills aus. Politisch betätigte sie sich 1956 als Delegierte auf dem Parteitag der Demokraten und engagierte sich für die Präsidentschaftskandidaten Adlai Stevenson und John F. Kennedy. Als Autorin verfasste sie das Theaterstück Europa and the Bull, einen Roman und das Sachbuch The Manpower Policies of Secretary of Labor Willard Wirtz. Sie schrieb Artikel für verschiedene Magazine wie The Times und war Korrespondentin für den Radiosender Voice of America, bei dem sie insbesondere in den 1970er-Jahren viele Auftritte absolvierte. Bereits während ihrer Zeit in Hollywood hatte sie einen Masterabschluss in Anglistik an der UCLA gemacht.
1959 heiratete sie den Fernsehregisseur Mark Sandrich Jr., den Sohn des Regisseurs Mark Sandrich, und bekam zwei Kinder. Die Ehe wurde geschieden. 1988 wurde bei der Schauspielerin Brustkrebs diagnostiziert. Kurz darauf verlor sie bei einem Erdbeben ihr Haus. 1999 verstarb sie im Alter von 71 Jahren an den Folgen ihrer Krebserkrankung.

## Auszeichnungen
Vanessa Brown wurden für ihre Film- und Fernseharbeit zwei Sterne auf dem Hollywood Walk of Fame gewidmet.

## Filmografie (Auswahl)
- 1944: Youth Runs Wild
- 1945: The Girl of the Limberlost
- 1946: Ich hab dich immer geliebt (I’ve Always Loved You)
- 1947: The Late George Apley
- 1947: Ein Gespenst auf Freiersfüßen (The Ghost and Mrs. Muir)
- 1947: Es begann in Schneiders Opernhaus (Mother Wore Tights)
- 1947: Eine Welt zu Füßen (The Foxes of Harrow)
- 1949: Big Jack
- 1949: Die Erbin (The Heiress)
- 1950: Tarzan und das Sklavenmädchen (Tarzan and the Slave Girl)
- 1950: Three Husbands
- 1951: The Basketball Fix
- 1952: Stadt der Illusionen (The Bad and the Beautiful)
- 1955: My Favorite Husband (Fernsehserie, 13 Folgen)
- 1959: Perry Mason (Fernsehserie, Folge 3x06)
- 1967: Rosie!
- 1971: Denkt bloß nicht, daß wir heulen (Bless the Beasts and Children)
- 1976: The Witch Who Came from the Sea
- 1977: All That Glitters (Fernsehserie, 4 Folgen)
- 1985: Air Force (Call to Glory, Fernsehserie, 2 Folgen)
- 1985: Unbekannte Dimensionen (The Twilight Zone, Fernsehserie, Folge 1x06)
- 1985: Dallas (Fernsehserie, Folge 9x13)
- 1989: Mord ist ihr Hobby (Murder, She Wrote, Fernsehserie, Folge 5x11)
- 1990: Wunderbare Jahre (The Wonder Years, Fernsehserie, Folge 4x06)
- 1991: Alles total normal – Die Bilderbuchfamilie (True Colors, Fernsehserie, Folge 1x20)